# Evarcha arcuata
Evarcha arcuata là một loài nhện nhảy.
Con đực có thân dài 6 mm, con cái dài 8 mm. Thường xuyên thấy con đực nhưng con cái thường trốn trong lá cuốn. Trong mùa đông, con đức canh gác túi trứng trong lá cuốn.

## Tham khảo

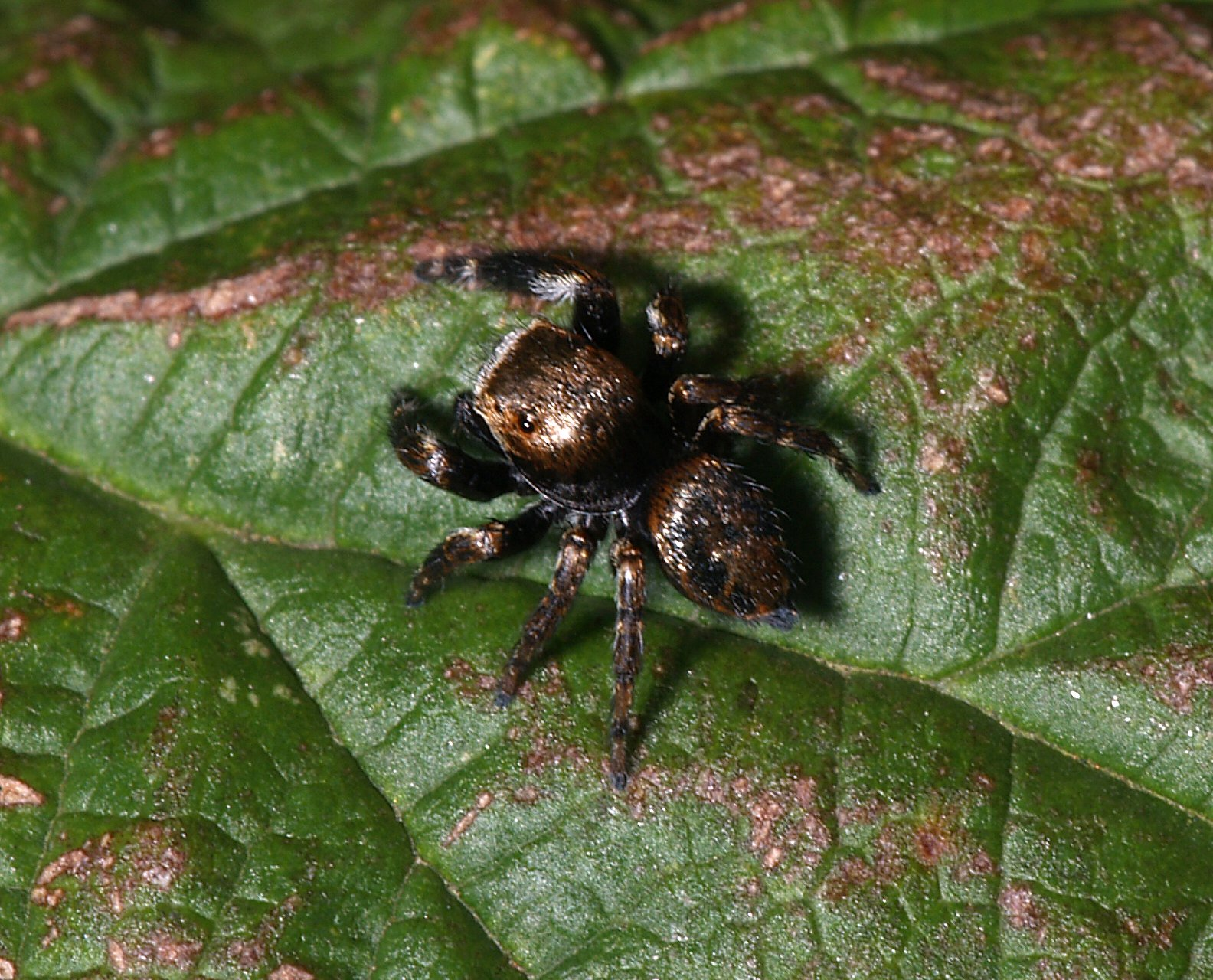
Con đực